# Les Perques
Les Perques település Franciaországban, Manche megyében. Lakosainak száma 206 fő (2018. január 1.). Les Perques Bricquebec, Bricquebec-en-Cotentin, Saint-Jacques-de-Néhou, Sortosville-en-Beaumont, Le Valdécie és Le Vrétot községekkel határos.

## Népesség
A település népességének változása:
| Lakosok száma | 210  | 180  | 143  | 170  | 161  | 152  | 167  | 183  | 203  | 206  |
|               | 1962 | 1968 | 1982 | 1990 | 1999 | 2008 | 2011 | 2013 | 2017 | 2018 |